# Meleon insulanus
Meleon insulanus là một loài nhện trong họ Salticidae.
Loài này thuộc chi Meleon. Meleon insulanus được Dmitri Viktorovich Logunov & Azarkina miêu tả năm 2008.